# Pemba peruana
Pemba peruana är en insektsart som beskrevs av Max Beier 1960. Pemba peruana ingår i släktet Pemba och familjen vårtbitare. Inga underarter finns listade i Catalogue of Life.